# عجیب‌تر از داستان (فیلم ۲۰۰۶)
عجیبتر از داستان (به انگلیسی: Stranger than Fiction) فیلمی محصول سال ۲۰۰۶ و به کارگردانی مارک فورستر است. در این فیلم بازیگرانی همچون ویل فرل، مگی جیلنهال، داستین هافمن، کویین لطیفه، اما تامسون، تونی هیل، تام هولس، لیندا هانت و کریستن چنووس ایفای نقش کرده‌اند.

## طرح اصلی
هارولد کریک (فرل)، مأمور ممیز مالیاتی، صدایی را می‌شنود که رخدادهای پیرامونی او را، دقیقاً زمانی که مشغول آن هاست روایت می‌کند، چنان‌که گویی یک راوی قصه گو در حال روایت کردن یک داستان بلند است. در همین حین، صدای این راوی، خبر از مرگ زودهنگام شخصیت اصلی داستان، یعنی هارولد می‌دهد و هارولد که از این ماجرا خشمگین شده است، به دنبال این است که از این رخداد جلوگیری کند.

## روند تولید
این فیلم در لوکیشن‌هایی در شهر شیکاگو فیلمبرداری شده است و به دلیل داستان ابتکاری، هوشمندانه و بازی‌های خوبش مورد ستایش قرار گرفته است. فرل، که با بازی قطعات کوتاه کمدی فاخر به شهرت رسید، توانست توجه ویژه مخاطبان این فیلم را به دلیل ارائه عملکردی ستودنی در اولین نقش دراماتیک خود جلب کند. این فیلم در ۱۰ نوامبر ۲۰۰۶ توسط کلمبیا پیکچرز اکران شد. پس از اکران، فیلم بیشتر به دلیل مضامین، شوخ‌طبعی و عملکردش مورد استقبال صاحب نظران عرصهٔ سینما قرار گرفت.

## داستان فیلم
هارولد کریک یک مأمور سرویس درآمد داخلی است و زندگی تنهایی دارد و روزهایش را به تنهایی سپری می‌کند، در عین حال، تمامی زمان روزمرهٔ او توسط ساعت مچی اش برنامه‌ریزی می‌شود. در یکی از روزهایی که هارولد کریک مأموریت می‌یابد، درآمدهای یک نانوائی به مالکیت آنا پاسکال را به دلیل فرار از پرداخت مالیات مورد ارزیابی قرار دهد، صدای زنی ناشناس، قصهٔ زندگی او را شروع به روایت می‌کند، به طوری که خود هارولد توانایی شنیدن این صدا را دارد.